# Corrupción en el gobierno de Hugo Chávez

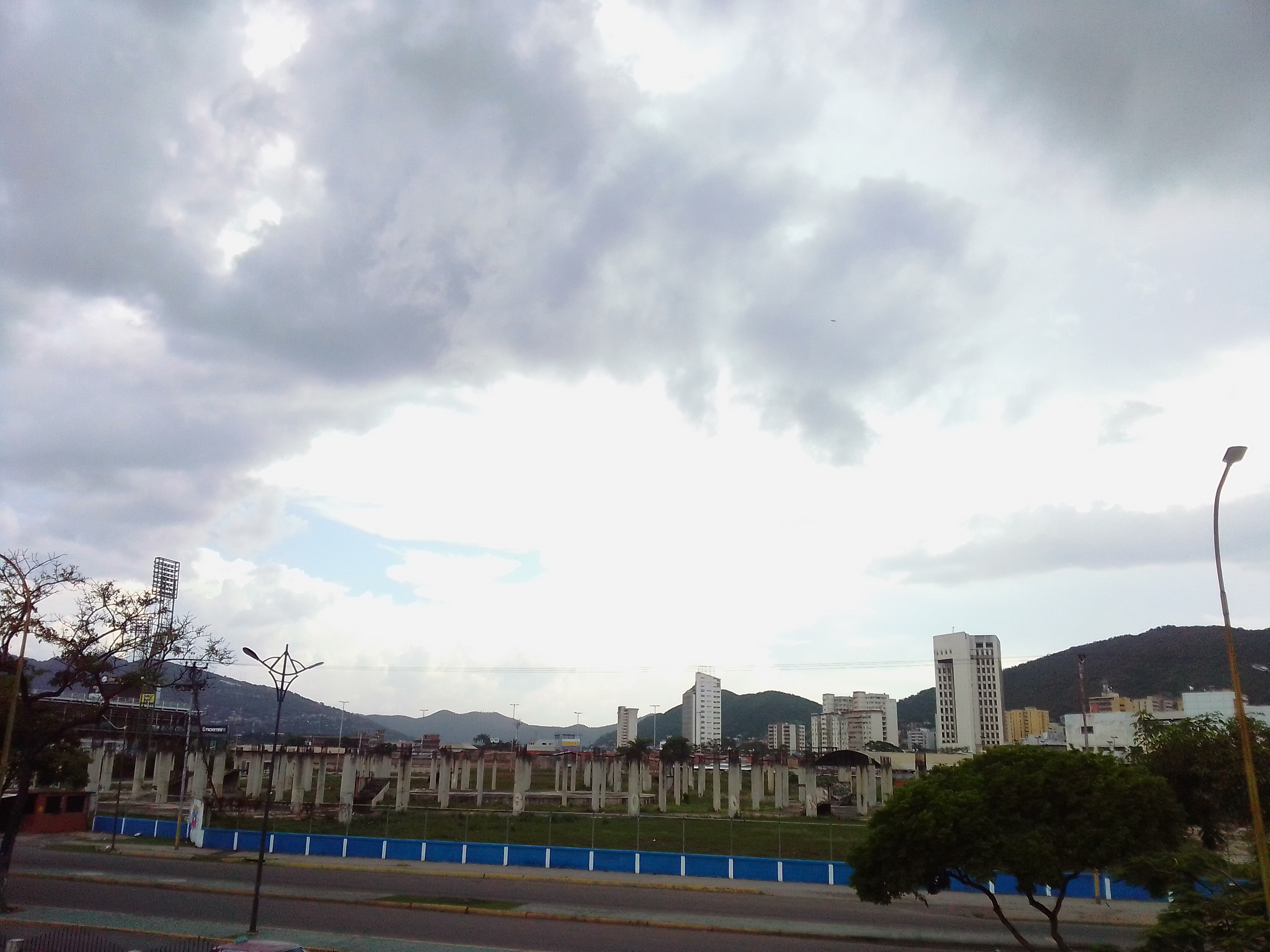
Obra inconclusa del nuevo Mercado Municipal del Puerto de la Cruz iniciada en el año 2001.

Durante la presidencia de Hugo Chávez se denunciaron diversos casos de corrupción donde fueron señalados miembros de su administración. A nivel internacional algunos de estos casos fueron investigados. En Argentina se realizó un juicio relativo al caso Antonini Wilson y en Estados Unidos se ordenó la detención y extradición de Hugo Carvajal, jefe de Inteligencia del gobierno en ese entonces, por cargos relativos a narcotráfico.

## Historia

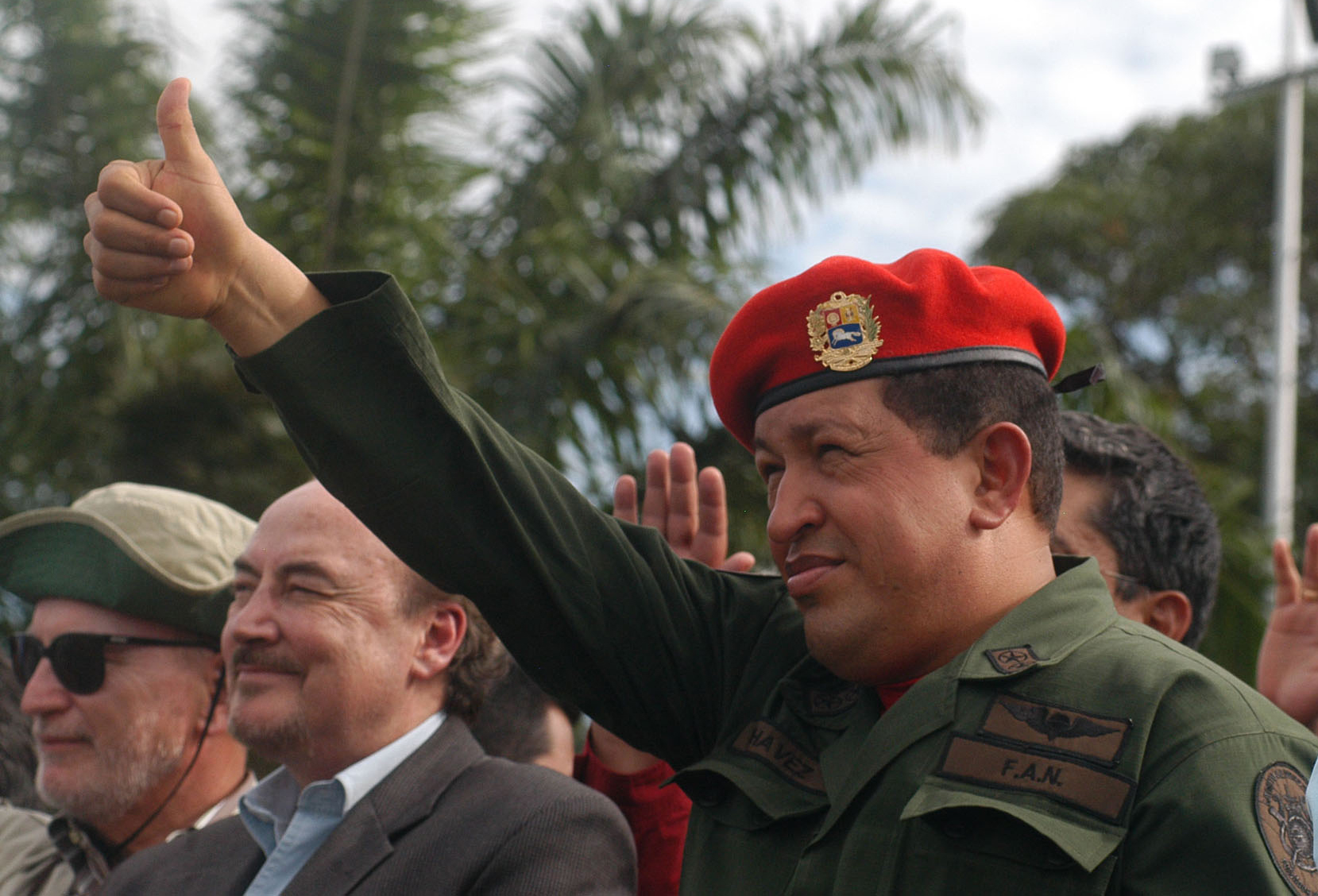
Hugo Chávez vistiendo uniforme militar estándar en 2010.

Según el exministro Héctor Navarro (entre 1999 y 2014 en cinco ministerios) y Jorge Giordani exministro de economía denunciaron que se investigara entre el 2003 y 2014  ante la Asamblea Nacional que el saqueo durante estos años del gobierno Revolucionario fue de 300.000 millones de dólares, otras fuentes de investigación pronuncian que el saqueo puede llegar a medio billón de dólares. Se ha calificado a lo ocurrido en Venezuela como el mayor robo organizado de la historia.

### CADIVI

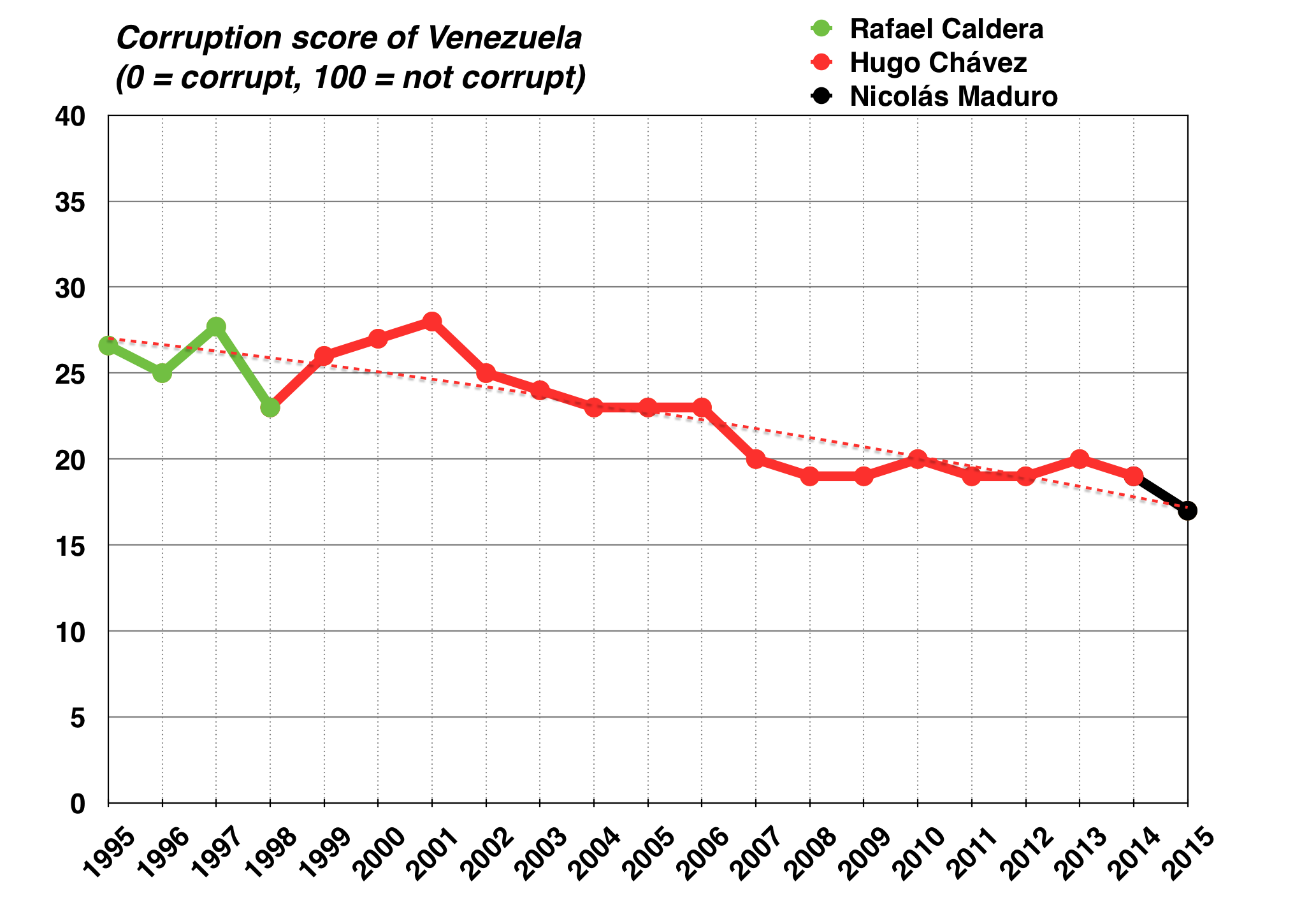
Índice de percepción de corrupción en Venezuela. Source: [http://www.transparency.org/research/cpi/cpi_2000 Transparency International

El control de cambio vigente en Venezuela desde 2003, manejado por Cadivi, ha sido considerado por muchos como una gran fuente de corrupción en el país. A medida que el bolívar se ha comenzado a sobrevaluar, ha crecido la diferencia entre el cambio oficial y el cambio en el mercado negro. El control de cambio fue usado como la fuente de corrupción más grande en la historia venezolana hecha legal, muchos de estos casos, sus juicios no procedieron por encontrarse establecidos legalmente como lo demostró la diputada de Primero Justicia (abogado) Tamara Adrián al tomar la asesoría de los hermanos banqueros Luis Oberto e Ignacio Oberto Anselmi con préstamos a PDVSA en bolívares y que al poco tiempo eran reembolsados en dólares a precio preferencial en complicidad con ciertos funcionarios que eran sobornados para realizar dichas operaciones, actualmente están siendo investigados por el tesoro estadounidense por el lavado de 4,500 millones de dólares, así como otros que utilizaron el mismo mecanismo para desfalcar las reservas en moneda extranjera de Venezuela y lavar para sus propios beneficios.
En 2004, una directora de CADIVI, Adina Bastidas, había sido acusada de otorgar dólares a cambio de un pago, pero esta negó haber estado involucrada en algún caso irregular. En cambio, declaró que unos 50 empleados habían sido despedidos por hechos irregulares. Ya para 2012, se consideró que numerosas empresas importadoras abusaron de este sistema.
El ministro de Planificación y Finanzas para esa época, Jorge Giordani, a principios de 2013 admitió que de Cadivi se habrían robado cerca de 25 billones de dólares (25000 millones de dólares), y no han presentado culpables de esta situación hasta el momento, por lo que da a entender que es corrupción dentro del gobierno. En este sentido, el estado aseguró que se hicieron investigaciones por el Ministerio Público de Venezuela, y que los responsables de este suceso serían presentados posteriormente. Ambos trabajadores de CADIVI y usuarios del sistema han sido acusados por hechos de corrupción, aunque los dólares asignados en el presupuesto nacional para 2013 con el objetivo de suplementar la demanda de dólares en CADIVI fue mínima en comparación con otros mecanismos de obtención de divisas como el reciente SICAD.
En febrero de 2016 nuevamente Giordani y Héctor Navarro exministro de educación, piden se investigue malversación de 300.000 millones de dólares en CADIVI.
En otro orden de ideas, aunque CADIVI permite obtener hasta 500 dólares en efectivo al año por persona, algunos usuarios han visto esto insuficiente, por lo que usan mecanismos alternativos para convertir los montos aprobados para la tarjeta de crédito en efectivo. A estos usuarios se les ha denominado raspacupos por el mismo presidente Nicolás Maduro. El Vicepresidente del Área Económica, Rafael Ramírez, ha acusado a los raspacupos de la crisis cambiaria suscitada en Venezuela; él les acusa de haber estimulado el mercado alterno de divisas o mercado negro.
Sin embargo en 2018 la Fiscalía y la Asamblea Nacional inició una investigación a Rafael Ramírez por un desfalco de once mil millones de dólares a PDVSA y es investigado por blanqueo de capitales en la Banca Privada de Andorra (BPA) donde familiares directos están comprometidos que eran funcionarios de Pdvsa. En el 2012, el coronel Manuel Barroso, presidente anterior de CADIVI, aprobó más de 23,5 millones de dólares a dos importadoras justo con pocos meses de existencia.

### Microstar de Eligio Cedeño
En el año 2003 cuando estaba de presidente de una agencia Eligio Cedeño del Banco Canarias se le presentó un cliente Gustavo Arraiz (quien fuera detenido posteriormente en Panamá en marzo de 2007) con una solicitud para importaciones de equipos y computadoras por un valor de 97 millones de dólares de la cual solo le fue otorgado 27 millones a través de CADIVI y que nunca se realizó tal importación, este caso fue conocido como el "caso Microstar" que dio inicio a una investigación en 2005 estando José Vielma Mora, que era el Superintendente Nacional en el Seniat, denunció irregularidades, que terminó con la orden de detención preventiva del funcionario Eligio Cedeño y al propietario de la empresa Microstar Gustavo Arraiz Manríquez en febrero de 2007 también se le siguió el rastro al que fuera Presidente del Banco Canarias Álvaro Gorrín Ramos quien fuera detenido en 2014.

### Caso Siemens
El caso Siemens ha aparecido públicamente cuando investigadores del Departamento de Justicia de los Estados Unidos acusaron a Siemens de sobornar funcionarios del Estado venezolano. Siemens Venezuela admitió que entre noviembre de 2001~mayo de 2007 realizó pagos de al menos 18.782.965 dólares a varios funcionarios venezolanos para conseguir un trato favorable con dos proyectos de transporte masivos del sistema metro para las ciudades de Valencia y Maracaibo.

### Caso Antonini Wilson
En 2007 estalló el caso Antonini Wilson, donde se incautaron en Argentina 800.000 dólares de una maleta proveniente de Venezuela. El dueño de ésta, Antonini Wilson, aseguró que eran para la campaña presidencial de Cristina Fernández de Kirchner. Hugo Carvajal, jefe de Inteligencia durante el gobierno de Chávez, confirmó la versión de Wilson, declarando ante el Tribunal Supremo de España que eran parte de una suma de 21 millones de dólares otorgado por el gobierno a la campaña de Cristina Fernández de Kirchner.

### Nelson Merentes, Hugo Chávez y Néstor Kirchner

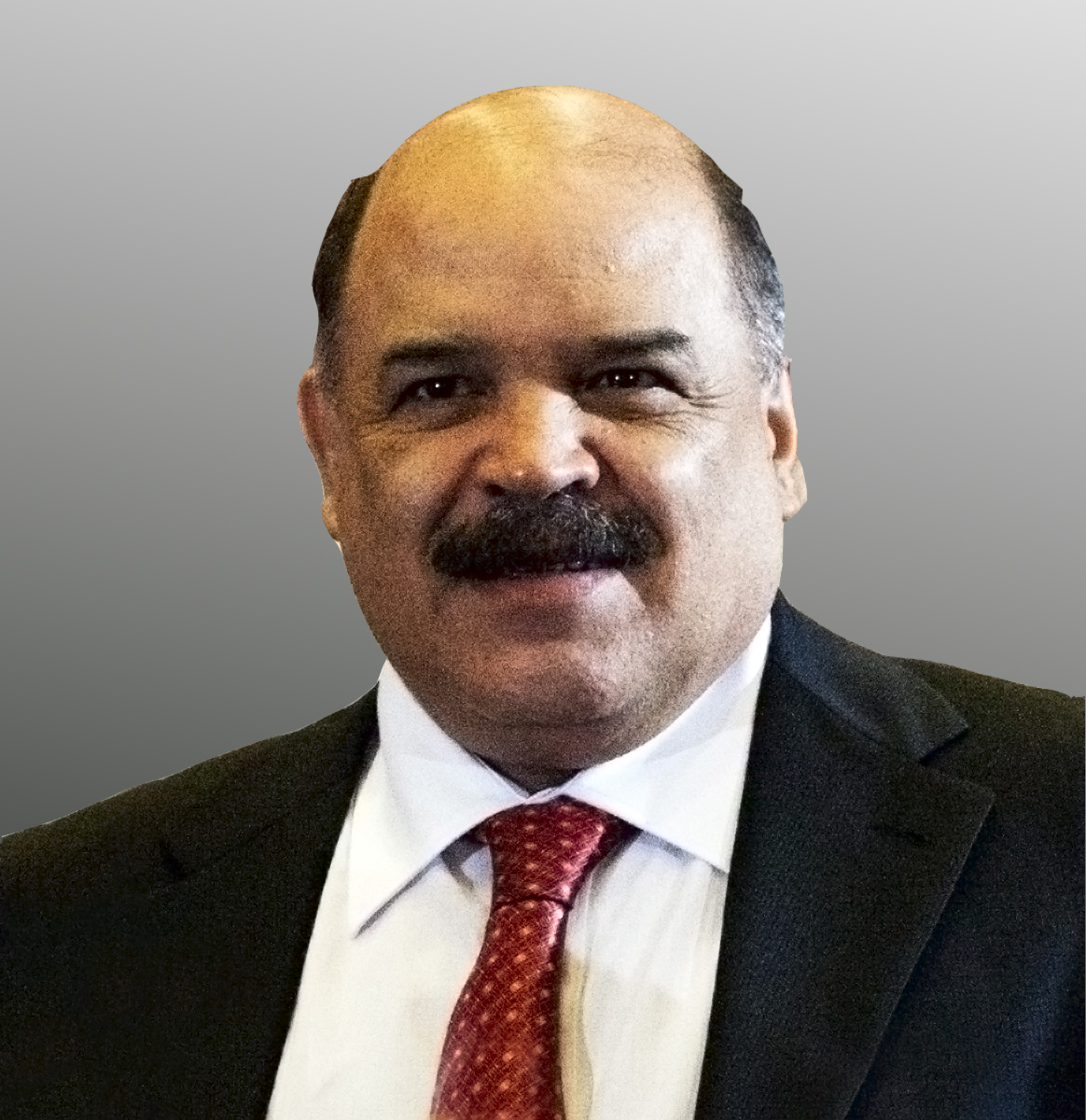
Nelson Merentes

Los Bonos del sur creados en 2006 para ayudar la crisis financiera de Argentina que se encontraba en Default siendo ministro de Finanzas Nelson Merentes, la corrupción con los bonos del Sur fue una olla que ha sido destapada en Argentina en el caso de que lleva por nombre ‘Los cuadernos de las coimas’ durante el año 2017, Claudio Uberti, exministro del kirchnerismo, es el que más ha dicho y detalla como Néstor Kirchner y Hugo Chávez se repartieron 50 millones de dólares de utilidades obtenidas. Quien diseñó la operación fue Merentes.

### Escándalo del Banco Bankinves
Un escándalo bancario se desató en 2009. Los bancos intervenidos por el gobierno fueron el Banco Canarias, Pro Vivienda, Bolívar, Confederado, Central Banco Universal, tres días después se nombrarían a Central Banco Universal, Banco Real y Baninvest. Por varios años, una serie de empresarios habían comprado bancos mediante operaciones fraudulentas y también los habrían manejado indebidamente. Uno de estos empresarios, Arné Chacón Escamillo, había declarado a la prensa en 2005 que aunque no tuvo dinero, habrían comprado el 49% de las acciones del banco Bankinves, uno de los bancos en cuestión a cambio de los negocios que traería por sus relaciones con el gobierno. Su hermano, Jesse Chacón, ministro de comunicación se vio forzado a dimitir el 6 de diciembre de 2009. El 9 de diciembre de ese año, Arné Chacón y otros involucrados en el caso fueron puestos en prisión por presunta malversación de fondos de diferentes bancos. Los mismos fueron liberados a finales de 2012 con una medida cautelar. Jesse Chacón volvió al gobierno nacional a comienzos de 2013. El principal accionista de los primeros cuatro bancos intervenidos, Ricardo Fernández Barruecos, se encuentra detenido desde el pasado 20 de noviembre. El accionista principal de los otros tres bancos Pedro Torres Ciliberto, que le habría vendido las acciones a Arné Chacón, se ha escapado. La Fiscalía ha librado hasta ahora una decena de órdenes de aprehensión y unas 19 prohibiciones de salida del país a directivos de los cuatro bancos cerrados Juan Carlos Horna Napolitano, de 40 años, este último con una orden de captura desde 2009 a raíz del caso Baninvest fue detenido en marzo de 2011 en Estados Unidos pero por otro caso diferente.

### Caso Didalco Bolívar
Didalco Bolívar, quien fuese gobernador de Aragua (aragüeño) hasta 2008, fue acusado por el Ministerio Público de Venezuela de actos de corrupción. El gobierno nacional envió a Interpol una petición de orden de captura.

Se le acusó de haberse enriquecido ilegítimamente, y de haber depositado millones de dólares en paraísos fiscales ilegalmente. El entonces nuevo gobernador, Rafael Isea, presentó una denuncia por obras sin terminar por un monto de 43,5 millones de bolívares. Didalco se mantuvo en Panamá hasta 2011, cuando volvió a Venezuela para desenmascarar a los políticos opositores, especialmente al presidente de Podemos Ismael García acusándolo de corrupción al interceder en los negocios que obtuvo un crédito de uno de sus hermanos con un cheque de 43 mil millones de bolívares del banco Canarias, asunto que no se ha aclarado. Al llegar a Venezuela, Bolívar fue detenido por 15 días, pero el Tribunal Octavo de control le otorgó la libertad bajo una medida cautelar. En enero de 2012, Hugo Chávez le mencionó durante su rendición de cuentas:
Le hicisteis creer, gente muy cercana a él además, que ya le tuve listo para meterlo preso según él me dice.
En mayo de 2012, el Tribunal Supremo le nombra presidente de Podemos. A finales de 2012,Didalco Bolívar prometió que le daría 400.000 votos con Podemos a la revolución. En diciembre de 2008 Ismael García se apartó del oficialismo y formó un nuevo partido político Frente Nacional Amplio.
Alejandro Ramírez Saavedra, antiguo socio de Bolívar, es el único que ha sido detenido en este caso.

### FONDEN
Desde 2011 la Asamblea Nacional se han realizado múltiples acusaciones sobre el uso del Fondo para el Desarrollo Nacional (FONDEN) desde una bancada minoritaria opositora sin embargo no se realizó ninguna investigación, el FONDEN creado en 2005 no era auditable por no estar dentro de la constitución venezolana. muchos recursos como la venta de las refinerías en el exterior de Citgo fueron depositados en este fondo así como los excedentes no previstos por el aumento del precio del petróleo entre 2004 y 2009. Según investigaciones de Reuters, han desaparecido miles de millones de dólares producto de las exportaciones petroleras sin saberse su destino. así como los provenientes de las ventas de las refinerías Lyondell, Paulsboro y la Refinería de asfalto Savannah. FONDEN, según consideran diversos especialistas, se manejaba sin tener un control por un organismo definitivamente independiente. En agosto de 2011, el diputado opositor Carlos Ramos Rivas denunció que se desconoció el destino de más de 29000 millones de dólares una parte de FONDEN.

### Hermanos Luis e Ignacio Oberto Anselmi
En febrero de 2020, un Tribunal Federal suizo ordenó la liberación de documentos bancarios vinculados a un desfalco a la petrolera PDVSA por 4,500 millones de dólares. Se está investigando el uso por parte de los hermanos Luis Alfonso e Ignacio Enrique Oberto Anselmi ambos abogados de dos compañías fantasmas, Violet Advisors SA y Welka Holdings Limited (disueltas en 2015), para otorgar los “préstamos artificiales” a PDVSA en 2012 y que pagaron sobornos para conseguir los contratos, muy parecido a los préstamos hechos por Alejandro Betancout, préstamos en bolívares que eran devuelto en un corto tiempo en dólares al tipo de cambio preferencial, PDVSA transfirió el reembolso de los pagos a través del Banco portugués Espíritu Santo en varias cuentas, las investigaciones concluyen que la cantidad total en dólares estadounidenses malversados a través del esquema es de aproximadamente $4,500 millones, con la mayoría de esa cantidad enrutada a través de CBH (Compagnie Bancaire Helvetique en Ginebra) dicho banco ha sido el más utilizado para las operaciones de lavado de estos venezolanos informó Zair Mundaray quien trabajó casos de delitos financieros para la oficina del fiscal general de Venezuela hasta mediados de 2017 y junta a la fiscal Luisa Ortega le han dado seguimiento. El Banquero intermediario fue el suizo Charles Henry De Beaumont, que cobraba una tarifa del 0.75 por ciento por cada transferencia bancaria dentro y fuera del banco, se encargaba de las operaciones bancarias en el CBH, según el departamento de justicia habría cobrado unos 22 millones de dólares en comisiones en total. También esta involucrada la diputada Tamara Adrián quien asesoró a los banqueros, quien concluyó que los préstamos otorgados en bolívares a PDVSA y cancelados posteriormente en dólares eran perfectamente legales, cumpliendo con todas las leyes y requisitos.
En agosto de 2022 Tareck El Aissami expone un contrato de un préstamo en bolívres de financiamiento firmado como evidencia de un desfalco de 4.850 millones de dólares en 2012 cuando Rafael Ramírez Carreño era presidente de Pdvsa y la empresa Administradora Atlantic 17107 C.A. que nueve días después sede el contrato en dólares preferenciales a Violet Advisors SA y Welka Holdings Limited. La trama que inició a través de una supuesta línea de créditos a Pdvsa que la petrolera fue “amortizando” con 28 pagos entre marzo de 2012 y marzo de 2013. Tareck anunció la detención de Víctor Aular, exvicepresidente de Finanzas de Pdvsa.

### Raúl Gorrin y Gustavo Perdomo
El abogado Raúl Gorrín y Gustavo Perdomo socios, son señalados como uno de los testaferros de Nicolás Maduro quienes habría ocultado en Suiza un total de USD$ 5 600 millones de dólares que ocurrió entre 2011 y 2013. En 2018 el gobierno de Estados Unidos. ordenó confiscar 24 propiedades entre New York y la Florida, entre ellos 11 apartamentos en la calle Salzedo de Coral Gables, en los sectores de Miami. El 8 de enero de 2019, la Oficina de Control de Activos Extranjeros (OFAC) impuso sanciones contra Gorrín y otros seis venezolanos, a los que se pretende castigar como parte de "una trama significativa de corrupción" gracias al aprovechamiento del sistema de cambios de divisas. En 2020 el abogado Raúl Gorrín propietario de la cadena de televisión Globovisión enfrenta nueve acusaciones por parte de la justicia norteamericana quien se encuentra prófugo de la justicia por corrupción, de conspiración para violar la Ley de Prácticas Corruptas en el Extranjero (FCPA) y de conspiración para cometer lavado de dinero de miles de millones de dólares pertenecientes al pueblo venezolano, haciendo uso del esquema del control de cambio aplicado durante muchos años por el gobierno de Hugo Chávez y Nicolás Maduro
En España una denuncia en mayo de 2019 hecha por siete diputados venezolanos contra Raúl Gorrin como partícipe en la compra tráfico y venta de los "bonos estructurados" de deuda extranjera Argentina entre los años 2004 y 2007 que le permitió a través de diez cuentas en la banca de Suiza beneficiarse con cientos de transferencias de dinero del estado venezolano, ha sido imputado luego de que en octubre de 2019 le confiscaran tres lujosos palacetes en Madrid, frente al parque "El Retiro" y una mansión en el sector Sierra Blanca de Marbella registrada a nombre del sargento Tomás Reinaldo Plaza, adquirida con los fondos de una empresa propiedad de Gorrín, este caso está muy relacionado con el extesorero Alejandro Andrade y petroleos de Venezuela.

### Alcasa
Después de la nacionalización de Alcasa en el año 2009, Entre 2009 y 2012 se firmaron en Alcasa una serie de contratos multimillonarios por venta de toneladas de aluminio. En su mayoría fueron fraudulentos, no se cumplieron y hoy la empresa se encuentra en ruinas, también recibieron recursos por 1.450 millones de bolívares. Otro, firmado en 2010, fue por 403 millones de dólares, para el Proyecto de Rescate de la Soberanía Productiva del Sector Aluminio, del convenio China-Venezuela.

### Diego Salazar y constructoras
Según el Washington Post, ejecutivos españoles de la construcción habrían pagado al sobrino de Rafael Ramírez, Diego Salazar, unos 150 millones de dólares por haberles ayudado a conseguir un proyecto de construcción de una planta de energía eléctrica.

### Fondo de pensiones
500 millones de dólares El Fondo de Pensiones de PDVSA fue objeto de un nuevo escándalo por corrupción cuando se descubrió en el 2011 que casi 500 millones de dólares habían desaparecido después de invertirlos en una especie de esquema Ponzi por Francisco Illarramendi, hijo de un diplomático venezolano, un inversionista con doble nacionalidad estadounidense-venezolana que estuvo muy conectado con el gobierno de Chávez. Illarramendi había sido consultor de PDVSA y del ministro de Finanzas. En 2011 Illarmendi se declaró culpable de usar dinero del fondo de pensiones de Petróleos de Venezuela para montar un esquema de fraude estilo Ponzi, se había convertido en uno de los principales accionistas de una empresa de tecnología nuclear, según la investigación que la Comisión de Valores (SEC) El caso del fondo de pensiones fue sobreseido en marzo de 2012 en Venezuela porque no se encontraron elementos que demostraran la existencia de un delito en territorio nacional, mientras Illarramendi fue sentenciado en 2015 en Estados Unidos a 13 años de prisión por fraude, fraude electrónico, conspiración para obstruir a la justicia y estafa a la Comisión de Valores de Estados Unidos. Illarramendi acusó a funcionarios de Pdvsa de ser coaccionado desde 2005 cuando se le pidió a negociar la venta de US $ 50 millones en notas bancarias por cuenta del gobierno de Venezuela. Illarramendi llevó a cabo el plan con la ayuda de la gente en Venezuela, incluyendo un gerente de la empresa petrolera y cuyo presidente de la Junta Administradora, Eudomario Carruyo, había autorizado la utilización de los vehículos de inversión manejados por Illarramendi.

### María Eugenia Sader Castellanos
María Sader, médico pediatra asimilada a la Aviación Militar Venezolana (Exministra de salud 2010-2013, solicitada por la justicia venezolana TSJ) relacionadas con contratos irregulares para la construcción de seis hospitales especializados y manejo de medicamentos e insumos médicos. descubren la compra de un apartamento en La Florida, Estados Unidos en 2012 pagado por el ministerio de Salud a la empresa Inversiones Isgure por el valor de US $1.5 millones de dólares.

## Petróleos de Venezuela

### Banco de Andorra
En 2010 un tribunal del Principado de Andorra a cargo del juez Canolic Mingorance, conoció el caso de lavado de dinero en la Banca Privada de Andorra. Según la fiscalía venezolana estaban implicados por los menos 16 altos exfuncionarios de Pdvsa y del Ministerio del Poder Popular para el Petróleo, entre los que destacan los exvicepresidentes Nervis Villalobos y Javier Alvarado Ochoa. El 30 de noviembre de 2012 a petición de la Fiscalía de Andorra en cooperación con las autoridades de EE UU por presunto delito de blanqueo de dinero habían sido bloqueados como medida cautelar las cuentas de jerarcas venezolanos. Sin embargo un fallo del Tribunal de la Corte, Anna Estragués, ordenó el desbloqueo que está fechado el 13 de mayo de 2013, lo que contradice a la propia Fiscalía andorrana, a la unidad de delitos financieros de Estados Unidos y permite desbloquear dichas cuentas por falta de pruebas. Así los involucrados salieron beneficiados de la sentencia y pudieron retirar su dinero.
El 15 de marzo de 2015, el diario español El Mundo publicó un artículo sobre este grupo de altos funcionarios del gobierno venezolano con cuentas en el Banco de Madrid y en el Banco Privado de Andorra con ahorros en dólares producto del pago de comisiones. Según el artículo, una de las grandes comisiones fue pagada por la compañía española Duro Felguera. El 10 de marzo de 2015 el Banco de España, acuerda intervenir el Banco de Madrid propiedad 100% del Banco Privado de Andorra En marzo de 2015 Andorra interviene el BPA. Luego que se descubriera que un alto funcionario permitiera el lavado de unos 2,000 millones de dólares de PDVSA. Las investigaciones continuaran.
Un tribunal de Andorra en septiembre de 2018 procesa una nómina de 28 personas por el saqueo entre 2006 y 2012 de la petrolera PDVSA se investigada por expoliar 2.000 millones de euros que incluye exfuncionarios del gobierno y algunos testaferros, entre los principales se encuentran: 
- Nervis Gerardo Villalobos ( Ingeniero electricista, exvice-ministro detenido en España el 17 de octubre de 2018),
- Javier Alvarado Ochoa expresidente de Electricidad de Caracas y de Bariven (Ingeniero electricista, ex viceministro detenido en España el 10 de mayo de 2019);
- Luis Carlos de León Pérez (Abogado, funcionario de Electricidad de Caracas, detenido en España en 2017 y extraditado a Estados Unidos),[63] En agosto de 2023 de León entregó a la fiscalía 18 millones de dólares como parte de su acuerdo de culpabilidad con los fiscales en Houston del dinero depositado en su cuenta del Credit Suisse abierta en 2011 (banco suizo). La cantidad representa la toma del exfuncionario de una conspiración de soborno masivo en el sector energético de Venezuela.[64]
- Francisco Jiménez Villarroel (exgerente de Gas Natural Vehicular (GNV) y director de Deltaven) y
- Rafael Ramírez  (Ingeniero mecánico, presiente de PDVSA), el magnate venezolano de los seguros
- Omar Farías Luces (empresario, Corredor de Seguros Constitución, en agosto de 2016 fue detenido en Punta Cana, República Dominicana, acusado de estar involucrado en un fraude millonario al Banco Peravia)[65][66]
- Diego Salazar Carreño aparece también entre los procesados junto al gestor de negocios (detenido el 1 de diciembre de 2017 en Venezuela, primo del que fuera ministro de Energía, presidente de PDVSA y exembajador en las Naciones Unidas, Rafael Ramírez),[67][68]
- Rosycela Díaz (venezolana), la esposa de Diego Salazar; En octubre de 2022 un informe del diario El País reportó los movimientos por intermedio del uso de su tarjeta de crédito en la investigación policial de Diego Salazar y su esposa, Rosycela. La causa judicial en Andorra que indaga el saqueo de PDVSA coincide con la investigación emprendida en 2017 por la Fiscalía General de Venezuela, que cifra en 4.200 millones el expolio de la petrolera.[69][70]
- Luis Mariano Rodríguez Cabello (abogado, detenido en agosto de 2019 en Cordova, Argentina, primo de Rafael Ramírez), y al apoderado de Salazar,
- José Luis Zabala, corredor de seguros venezolano, se suma la compra de una villa en una exclusiva urbanización de la República Dominicana.[71][72]
- José Ramón Arias Lanz Ingeniero químico fue gerente técnico de la Corporación Venezolana de Petróleo y luego gerente de Planificación de Pdvsa en 2008, en 2010 fue nombrado como director de "Pdvsa Ecuador" y director de la Refinería del Pacífico;
- José Enrique Luongo ingeniero (detenido el 1 de diciembre de 2017 en el aeropuerto de Maiquetía primo de Rafael Ramírez) o el empleado de Salazar Pablo Noya.
- Alejandro Saura Alonso;
- Estíbaliz Basoa de Rodríguez (nacida en Bilbao, España con nacionalidad venezolana, representante en una cuenta del BPA); y
- Reinaldo Luis Ramírez Carreño (ex director general de Servicios de Salud y Asistencia de Pdvsa en 2012).[73]

Las autoridades han ordenado el embargo preventivo de más de 130 inmuebles, entre los que destacan un hotel, dos edificios residenciales, una lujosa urbanización con más de 40 villas en Marbella y una decena de inmuebles localizados en el barrio de Salamanca. El valor de dichas propiedades suma un estimado de 72 millones de euros. Aunado a ello, se ordenó el bloqueo de más de 50 cuentas bancarias “titularizadas por los miembros de la organización criminal”
Según denuncias del diputado zuliano Julio Montoya el volumen global del robo a PDVSA sería de 32 mil millones de dólares, de los cuales 3 mil millones fueron invertidos en el sector inmoviliario que compraron 110 apartamentos en la ciudad de Dubái
Las investigaciones iniciaron en 2017 en BPA Banco de España sobre la mafia rusa al abrir el secreto bancario se encontraron de casualidad con una gruesa cuenta de venezolanos lo que dio inicio al caso de Andorra
El 4 de mayo de 2023 el gobierno de Andorra bloqueó cuentas por un monto de 55 millones de dólares de 21 ejecutivos venezolanos de las presuntas comisiones ilegales abonadas a la red por contratistas que recibieron millonarias adjudicaciones de PDVSA, así describe a los restantes funcionarios:
- Diego Salazar Carreño, primo hermano de Rafael Ramírez tiene 18,5 millones de euros (más de 20 millones de dólares) retenidos en Andorra bloqueado;
- José Ramón Arias Lanz, tiene congelados por imperativo legal 7 millones de euros (unos 7,7 millones de dólares) bloqueado;
- Luis Mariano Rodríguez Cabello, con 7,8 millones de euros (unos 8,6 millones de dólares) Bloqueado; En octubre de 2023 la Unidad de Inteligencia Financiera de Andorra puso al descubierto que el abogado y empresario Rodríguez Cabello, presunto testaferro de la red de corrupción de Pdvsa, regaló en 2010 a la reina de la belleza Claudia Paola Suárez un apartamento de 950.000 dólares en el edificio Parque Residencial Campo de Oro de Caracas y compró una vivienda de lujo en Miami de 5,3 millones adquirido en 2014, en un complejo “de lujo seis estrellas” con helipuerto en la azotea, ascensores de cristal, centro acuático, a través de una sociedad panameña instrumental (sin actividad). El rastreo de las transacciones del principal operador de la red en Andorra (donde movió 1.144 millones de dólares entre 2007 y 2015) revela que Rodríguez Cabello recurrió a su opaco tinglado financiero en el principado de Andorra.[78]
- Javier Alvarado,  no podrá retirar los 5,7 millones de euros (6,3 millones de dólares)
- Rubén Darío Figuera Olivari le han bloqueado 4,8 millones de euros (5,3 millones en dólares) exfuncionario y antiguo miembro de la Junta Directiva del Instituto Nacional de Canalizaciones, manejó su botín a través de las compañías sin actividad como Gashell International Inc y Reston Foundation, cobró parte de los 6 millones (más de 6,6 en dólares) que ingresó de supuestos asesoramientos de cuentas de Salazar.
- Luis Abraham Bastidas Ramírez no podrá retirar los 2,5 millones de euros (en dólares, 2,77 millones) Cobró una suculenta comisión aportada por las cuentas bajo gestión de Luis Mariano Rodríguez Cabello. Es primo del exministro de Petróleo Rafael Ramírez
- Nervis Villalobos,  tiene bloqueados en el país europeo 2 millones de euros (unos 2,2 millones de dólares)
- Gerardo Elías Esteves Duque, fue secretario general del distrito metropolitano de Caracas, tiene retenidos en Andorra 512.309 euros (567.630 dólares);
- Luis Enrique Tenorio Rodríguez, que fue primer secretario de la embajada de Venezuela en China y que no podrá tocar los 99.141 euros (109.850 dólares)
- Carlos Enrique Luengo Herrera, que fue vicepresidente ejecutivo de gestión humana de la filial eléctrica de PDVSA Cadafe, que tiene trabados 102.743 euros (113.840 dólares);
- Pablo Noya González, asistente de Salazar, que mantiene 45.655 euros (50.580 dólares) en el país europeo;
- Ramón Elías Morales Rossi, el que fuera secretario de seguridad ciudadana de Caracas con 95.300 euros (105.590 dólares)
- Luis Alejandro Rivero García con 79.702 euros retenidos, (88.310 en dólares) y de su hermano
- Leonardo Rivero García con 6.884 euros, (unos 7.630 dólares).
- José Luis Zabala, en cambio, no podrá disponer por imperativo legal en el país europeo de 524.815 euros (581.480 dólares),
- Gabriel Guillermo Salas Ely, socio de Luis Alejandro Rivero, 110.789 euros retenidos, (equivalentes a 122.750 dólares);
- María Mercedes Matheus Batista, que fue gerente de riesgos y seguros de PDVSA y directora de PDVIC Insurance Company con 344 euros (o 381 dólares)
- Ninoska Corromoto García, que se presenta como “administrativa a cuenta de José Luis Zabala” y tiene bloqueados 1.290 euros (1.430 dólares)
- Francisco Javier Jiménez Villaroel, completa la nómina de fondos trabados. Tiene 3.034 euros retenidos (3.360 dólares). El que fuera director de la filial de PDVSA Deltaven y gerente de la oficina de representación de la petrolera en China entre 2005 y 2013

### Roberto Rincón y Abraham José Shiera
La desaparición de 3.500 millones de euros de las cuentas de Pdvsa entre 2007 y 2012 donde estarían implicados el Banco Espírito Santo (BES) y su expresidente Ricardo Salgado están siendo investigados por supuesto desvío de fondos de la compañía por parte de Estados Unidos España y Portugal, Parte de ese dinero habría pasado por cuentas del BES Madeira, el BES Luxemburgo, el Banque Privée Espírito Santo (Suiza) y el Espírito Santo Bankers (Dubái), según la investigación.
El Ministerio Público de Venezuela informó en 2024 de la búsqueda de cuatro personas, contra quienes se emitieron solicitudes de extradición, por estar presuntamente vinculadas con el desvío de fondos de la petrolera estatal PDVSA y el lavado de estos recursos, nueve años han transcurrido desde que ocurrió el delito, estos son: Roberto Enrique Rincón (padre), José Roberto Rincón (hijo), Ricardo Rincón y Alexandra Rincón. Los trabajadores de Pdvsa involucrados quedaron ilesos. Abraham Shiera, un contratista desde enero de 2012 involucrado en la corrupción dentro de Bariven a través del intervenido Banco Espírito Santo (BES) en 2014, con sede en Portugal, fue condenado a 12 meses de cárcel en 2022.

#### Estados Unidos
Dos empresarios venezolanos implicados en caso de corrupción y sobornos por un monto de US $ 1.000 millones de dólares prestaban servicios a PDVSA fueron detenidos en diciembre de 2015 por el departamento de justicia de Estados Unidos. quienes se declararon culpables en 2016 y esperan sentencia Roberto Enrique Rincón Fernández dueño de Ovarb y de la firma "Tradequip Services & Marine" con sede en Texas; y Abraham José Shiera Bastidas accionista de la empresa "Vertix Instrumentos SA." detenido en Miami por orden de la Fiscalía del Distrito Sur de la Florida. Rincón y Shiera habían sobornado a Javier Alvarado Ochoa, ciudadano venezolano y expresidente de la unidad de compras de Pdvsa, Bariven a cambio de nuevos contratos con Pdvsa; también fueron acusados los gestores de activos Daisy Teresa Rafoi Bleuler, ciudadana suiza, y Paulo Jorge da Costa Casqueiro Murta, ciudadano de Suiza y Portugal, según una acusación abierta en una corte federal en Houston
Roberto Rincón fue declarado culpable y sentenciado a cumplir 18 meses de prisión en enero de 2023, La decisión del juez Gray Miller, del Distrito Federal del Sur de Texas sentenció por violar la Ley estadounidense en tres cargos: de Prácticas Corruptas en el Exterior, de colaborar y ayudar en la violación de esa ley, y de hacer declaraciones falsas en sus impuestos federales.
El 21 de mayo de 2024 el banquero suizo-portugués Paulo Jorge da Costa Casqueiro Murta se declaró culpable ante un tribunal de Estados Unidos de facilitar al menos 26 millones de dólares en sobornos a altos funcionarios de la estatal Petróleos de Venezuela durante la presidencia de Rafael Ramírez a través del Banco Espírito Santo (BES), con sede en Portugal. Murta ayudó a Abraham Shiera, un contratista involucrado en la corrupción dentro de Bariven y condenado a 12 meses de cárcel en 2022
Trabajadores de PDVSA implicados y sentenciados:
- Juan José Hernández Comerma gerente de una empresa del sector eléctrico fue sentenciado a cuatro años de cárcel y una compensación por 3 millones de dólares y una multa de 127,000 dólares quien conspiro junto con los empresarios venezolanos Abraham José Shiera Bastidas y Roberto Enrique Rincón al declararse culpable[89]
- José Luis Ramos Castillo ex-superintendente Bariven de compras culpable en 2015 de beneficiarse por otorgar contratos, sentenciado en Estados Unidos. a 18 meses de prisión
- Karina Nuñez, exfuncionaria de compras, fue sentenciada en Estados Unidos. a 36 meses de prisión en mayo de 2019. Declaró haber aceptado una casa multimillonaria en Florida, relojes caros y un viaje a París
- Eliézer Alfonzo Gravina Muñoz, se ha declarado culpable y esta a la espera de su sentencia.
- Christian Javier Maldonado Varillas, extrabajador de Pdvsa también responsable de generar compras entre 2009 y 2012, se declaró culpable en diciembre de 2015 y pagó una fianza de 165.000 dólares. El 28 de mayo de 2019 fue sentenciado en Estados Unidos. a dos años de libertad condicional

Por este caso existen un total de cargos contra 25 personas, 19 de las cuales se han declarado culpables en relación con la investigación.

#### España
El 26 de octubre de 2017, Nervis Villalobos fue detenido en España por una orden de arresto de Estados Unidos en la que se le señala de presunta participación en un plan de soborno relacionado con Petróleos de Venezuela (PDVSA). En diciembre de 2017 tuvo acceso el diario español El País a las cuentas desbloqueadas donde diez altos directivos chavistas estuvieron implicados en las investigaciones de la policía de Andorra, recibieron presuntamente comisiones ilegales superiores a 2000 millones de euros por favorecer adjudicaciones a compañías extranjeras de proyectos y obras. El 20 de mayo de 2019 revocan una solicitud de la entrega de Nervis Villalobos a Estados Unidos de manera temporal, detenido en España  para ser juzgado allí por blanqueo de dinero procedente de actividades de corrupción en la petrolera estatal venezolana PDVSA. Un tribunal de Texas, acusa a Villalobos de dos delitos de blanqueo y de conspiración para violar la ley sobre prácticas corruptas en el extranjero, delitos que suman una pena máxima de 45 años de cárcel.
En junio de 2018, la Policía española detuvo al hijo de Roberto Enrique Rincón Fernández, José Roberto Rincón y a su señora madre (esposa de Roberto Enrique), en el marco de una operación contra el blanqueo de capitales procedentes de la petrolera estatal venezolana PDVSA. Los conspiradores pagaron por lo menos 1,6 millones de dólares en sobornos, se intervino una finca agropecuaria "La Losilla" en la localidad madrileña de Villarejo de Salbanés, propiedad de Rincón, así como al bloqueo de sus cuentas bancarias.
El 5 de abril de 2024 fueron detenido José Roberto Rincón Bravo junto a otra persona y dejados en libertad tras acogerse a su derecho a no declarar aunque el juez impuso como medida cautelar la prohibición de salir de España, que comparecen ante un juez de la Audiencia Nacional española Joaquín Gadea, fruto de una operación en la que se registraron cuatro sociedades en España desde 2014 con viviendas de lujo en Madrid. La operación policial, a cargo de agentes de la Unidad contra la Delincuencia Económica y Fiscal (UDEF), fue coordinada por J. Gadea en cooperación con las autoridades de Portugal y Estados Unidos en una causa, declarada secreta, por delitos de blanqueo de capitales, cohecho internacional y organización criminal. La mayor parte de los registros se hicieron con viviendas situadas en dos lujos barrios de Madrid.

### Embajadora Venezolana
Un informe confidencial en septiembre de 2023 de la Unidad de Inteligencia Financiera de Andorra (Uifand) reveló que la enbajadora de Venezuela en el Reino Unido, Rocío del Valle Maneiro, firmó un contrato en 2012 a través de una sociedad panameña de su propiedad para prestar supuestos servicios de asesoría y cobrar hasta 15 millones de dólares de la trama de corrupción que saqueó más de 2.000 millones de dólares de Pdvsa S.A. La firma instrumental (sin actividad) panameña Valden Overseas S. A., representada por la embajadora, y en la que su hijo Juan Páez Maneiro controló 100% del capital en 2013, fue el vehículo usado por la diplomática para suscribir el acuerdo y la empresa que la contrató la mercantil panameña High Advisory and Consulting S. A., pilotada por el empresario y presunto «hombre de paja» de la organización corrupta, Luis Mariano Rodríguez Cabello.

## Tesorería de la nación

### Alejandro Andrade
Exmilitar venezolano que durante 2007 ocupó el cargo de tesoro de la nación hasta enero de 2011, en 2008 en la Asamblea Nacional el diputado Ismael García explicó en detalle como el país perdió entre 7 y 10 mil millardos de dólares con el uso de notas estructuradas y la compra de bonos de la deuda externa de diferentes países, saliendo beneficiados algunos bancos y casas de cambios (ver Crisis bancaria 2009), en 2009 fue acusado públicamente por el presidente Hugo Chávez pero la fiscalía no siguió el proceso y este caso no fue investigado en Venezuela, en 2013 inicio conversaciones con el gobierno de Estados Unidos como cooperante desde entonces vive en la Florida, sin embargo en 2017 fue detenido acusado de varios cargos quien se declaró culpable del lavado de dinero de 1,200 millones de dólares de la empresa PDVSA y recibir sobornos por 1,000 millones de dólares por la asignación de contratos uno de los causantes de los sobornos Raúl Gorrín propietario de la cadena Globovision (que se encuentra prófugo de la justicia), a quien se le incauto tres aviones privados, un yate, 17 caballos de carrera, 5 propiedades de bienes raíces, 13 vehículos y otros bienes de alto valor. Actualmente cumple una condena de 10 años que inició en febrero de 2019.

#### Gustavo Mirabal Castro
Abogado, empresario venezolano acusado por su hermana de ser testaferro de Alejandro Andrade vivió 2 años en Miami, luego pasó a España dedicado al hipismo cuatro años actualmente reside en Dubái Se le ha identificado como testaferro de Alejandro Andrade.

#### Leonardo González Dellán
Empresario venezolano. Fue el presidente más joven del Banco Industrial de Venezuela ha sido acusado como testaferro de Alejandro Andrade por el Departamento de Estado de EE. UU. que ayudó a lavar activos por el orden de 2.400 millones de dólares, actualmente ha obtenido la nacionalidad de Chipre. El 8 de enero de 2019, el Departamento del Tesoro emitió nuevas sanciones contra siete figuras relacionadas con el gobierno venezolano: Claudia Díaz y su esposo Adrián Velásquez, exenfermera y exguardaespaldas de Chávez respectivamente; Leonardo González.

### Claudia Patricia Díaz Guillén y Adrián Velásquez, Norka Luque de Martínez
Exmilitar sargento técnico de la armada venezolana Claudia Díaz fue instrumentista en el Hospital Militar, enfermera en el Hotel Tamanaco, asistente médico en el Hotel Eurobuilding y coordinadora del área de terapia intensiva de la Clínica Leopoldo Aguerrevere, siendo enfermera desde 2003 formó parte del equipo médico de Chávez, en agosto de 2008 fue designada por Alí Rodríguez Araque directora general de Egresos, mediante G.O. 38.991, en mayo de 2011 fue designada por Hugo Chávez secretaria ejecutiva del Fondo de Desarrollo Nacional FONDEN S.A., mediante G.O. 39.674, el 13 de enero de 2011 fue designada subtesorera Nacional de la ONT, mediante G.O. 39.593 y el 16 de mayo de 2011 fue designada por Hugo Chávez el cargo de tesorera de la nación mediante decreto Nro. 8,216 y el año 2013 se retiró, quien junto a su esposo el excapitán Adrián José Velásquez Figueroa (a) "Guarapiche", exguardia de honor presidencial de Chávez que trabajó desde 2005 hasta 2008 al servicio de la orden de la Dirección General de Contrainteligencia Militar, realizando distintas Comisiones de Servicio en entes públicos decidieron salir de Venezuela en septiembre de 2015, en 2016 se pide el arresto de su esposo al estar involucrado en la investigación de varias cuentas en Panamá y poseer varias empresas of shore que realizó contrataciones con Pdvsa, bajo circunstancias irregulares.
Se le inició un procedimiento después de que se divulgaran los Papeles de Panamá, el 14 de abril de 2016; el ex oficial resultó tener una sociedad offshore en las islas Seychelles un archipiélago en el océano Índico de nombre Blekner Associates Limited y un capital de 50.000 dólares registrada el 18 de abril de 2013, que a su vez era propietaria de un terreno en República Dominicana en la isla turística de Punta Cana, una parcela de 11.580 metros cuadrados adquirida en 10 millones de dólares bajo el anonimato de una empresa llamada Settingsun Group registrada en Islas Vírgenes Británicas, pero el destape de documentos filtrados en el caso de Pandora Papers destapó la relación entre Gorrín y Velásquez, ese mismo año se casaría con la sargento Claudia Patricia Díaz, el 2016 salieron de República Dominicana rumbo a España luego de las investigaciones iniciadas en Venezuela al mes de destaparse los Papeles de Panamá, fueron allanadas  tres apartamentos que tenía en Caracas en la urb. San Bernardino donde se encontró documentación, autos de lujo, joyas. Se determinó una casa en el pueblo de Galipán en el Parque nacional El Ávila y otra en el Archipiélago Los Roques.
Actualmente la familia reside en España, son investigados por blanqueo de capitales relacionados con PDVSA, el FONDEN y la tesorería nacional, son solicitados por la justicia venezolana y por el gobierno estadounidense fueron detenidos el 9 de abril de 2018 a solicitud de la fiscalía venezolana, el 26 de octubre fue aprobado su extradición, sin embargo en febrero de 2019 la justicia española rechazó la petición, habiéndose sustentado que el gobierno venezolano irrespeta los derechos humanos. otros implicados en este caso son su hermano, Josmel José Velásquez Figueroa, Amelis Figueroa (Madre de Adrián Velásquez y Josmel Velásquez). y el ciudadano Maximilian Andrés Camino Beran
En el documento de acusación contra Gorrín, de sobornar a Alejandro Andrade desde 2008 y más tarde a Claudia Díaz a cambio de su selección como "casa de cambio de moneda extranjera" para el gobierno venezolano y obtención de una ventaja indebida. Entre los datos más importantes del documento, resaltan:
• Desde aproximadamente 2011 hasta alrededor de 2017, GorrÍn pago presuntamente a Andrade, sobornos por al menos US$94.000.000 con el fin de mantener el esquema de corrupción.
• Desde aproximadamente 2011 hasta 2013, Gorrín pagó presuntamente a Díaz sobornos por al menos US$ 65.000.000, entrega de yates y mansiones por obtener dólares preferenciales del sistema Cadivi.
• En 2010, Gorrín adquirió una institución financiera en la República Dominicana para fines de lavado de dinero.
Una investigación sobre Díaz de la Fiscalía Suiza presuntamente asociado a unos depósitos realizados en Liechtenstein derivan de una solicitud echa el 2 de noviembre de 2019 por fiscales de Ginebra que tratan de relacionar los depósitos de una venta de 250 lingotes de oro por valor de 9.5 millones de dólares por una empresa Offshore de maletín Amaze Holding Ltda establecida en San Vicente y las Granadinas en junio de 2012 y registrada en el 2009 controlada por Díaz a través de una venezolana Norka Josefina Luque de Martínez (casada con el general de la Guardia Nacional, Pedro Julio Martínez, divorciada actualmente quien no ha sido localizada) y que es cuestionada a los banqueros suizos específicamente a Charles Henry de Beaumont quien trabajó en la Conpagnie Bancaire Helvética (CBH) uno de los bancos más pequeños de Suiza, presuntamente esta empresa le presto bolívares a PDVSA comprados en el mercado negro con el compromiso de ser reembolsados en dólares a la tasa oficial controlada, cuadruplicando así la ganancia con un contrato "falso de préstamo" y para lavar el dinero con los que Amaze compró 250 lingotes de 2.2 libras cada uno. que estuvieron depositados algunos meses en una bóveda privada número G1 que Díaz alquiló por 20.000 francos suizos al año; en diciembre de 2014 y noviembre de 2015 representantes de Díaz retiraron el contenido en pilas de 120 y 130 lingotes y en el 2018 el intermediario vendió una cantidad idéntica de lingotes y el producto de las ventas fueron depositados en la filial suiza del Banque Internationale Luxembourg SA de Liechtenstein, el CBH podría perder su licencia o enfrentar medidas disciplinarias,  además de esta investigación, existe en EE. UU., en Miami una acusación federal que la investiga por un fraude cambiario por el orden de los 2.400 millones de dólares, también los fiscales de España la investigan por la compra de un departamento de 1.8 millones de dólares
El miércoles 16 de diciembre de 2020 el departamento de justicia de EE. UU. imputó a Claudia Patricia Díaz, y a su esposo Adrián José Velázquez excapitán en el Distrito Sur de Florida por el cargo de conspiración para cometer lavado de dinero y soborno internacional, quienes actualmente residen en España  El 23 de diciembre de 2020 fueron detenido Díaz y su esposo solicitados por una petición de extradición por las autoridades  estadounidenses castigados cada uno, con una pena de 20 años de prisión. Tres horas después fueron dados en libertad tras retenerles pasaportes y se les impuso comparecencias cada 15 días. En octubre de 2021 Vázquez estaba listo para ser extraditado a Estados Unidos, que le reclama por un supuesto delito de blanqueo de capitales, a pesar de haber obtenido la nacionalidad española, en abril de 2021, la fiscal informó que la pidió con "fraude de ley para evitar la extradición". Se encontraron nuevos detalles Velásquez y Gorrín en la reciente filtración conocida como los Pandora Papers.El 13 de octubre de 2022 España extradita a Estados Unidos al exmilitar y guardaespaldas de Hugo Chávez, Adrián José Velásquez Figueroa, acusado de  delitos de blanqueo de capitales cometidos en el seno de una organización criminal, pertenencia a organización criminal y cohecho, en complicidad con Raúl Gorrín.

## Denuncias contra la familia Chávez
Se han producido numerosas denuncias acerca de corrupción por la familia de Hugo Chávez, aunque ninguno de ellos prosperó en los juzgados. El diputado disidente Wilmer Azuaje ha sido uno de los principales denunciantes. El padre de Chávez tuvo una finca en Camirí, Barinas, que midió unas 30 hectáreas antes de él llegar a ser gobernador y que mediría unas 600 hectáreas para 2008. Argenis Chávez tendría una finca a nombre de Néstor Izarra, un antiguo empleado de la familia Chávez que sería un testaferro definitivamente. Esa finca tiene 2000 hectáreas. Azuaje también declaró que la finca Los Cocos, también ubicada en el municipio Obispos, que está adueñada por Vilma Báez, una antigua contratista del gobierno regional, es definitivamente de los Chávez y que Báez es sencillamente una testaferra de los Chávez.
En marzo de 2008, un tribunal barinés rechazó las denuncias por falta de evidencias. El diputado Azuaje consignó una de sus denuncias ante la Asamblea Nacional en marzo de 2008. A su vez, miembros del Partido Socialista Unido de Venezuela, decidieron investigar a Azuaje por una vida ostentosa.

## Sistema eléctrico

### Nervis Gerardo Villalobos
Nervis Villalobos, venezolano Ing eléctrico graduado en la Universidad del Zulia en 1990, fue Viceministro de Energía y minas desde 2002 hasta 2007, Trabajó en ENELVEN en la década de los 90 como especialista en la Oficina de Operación de Sistemas Interconectados (Opsis) en 2004 llegó a la presidencia de la Compañía Anónima de Administración y Fomento Eléctrico ( CADAFE) desde donde administró 643 millones de dólares que serían invertidos en 223 proyectos de transmisión (líneas y subestaciones). Ciertamente, tan solo 155 millones de dólares fueron invertidos en proyectos ejecutados, uno de estos tantos proyectos es la ejecución de la represa la Vueltosa en el Táchira, entre los años 2006-2015 Rafael Ramírez lo contrata en PDVSA como “encargado de negocios eléctricos”, un cargo en el que fungió como gestor en la compra de plantas eléctricas, tiene infinidad de contratos en donde recibió grandes sumas de dinero en comisiones bajo la modalidad cobro por asesoría. accionista de varias empresas de maletín, poseía cuentas en Estados Unidos, Madrid y Suiza en los bancos Davos Bank, Credit Suisse, BNP Paribas y Compagnie Bancaire Helvétique SA. el Banco de Madrid y la Banca Privada de Andorra, cuentas bancarias en la República Checa y empresas en Edimburgo, Chipre e Irlanda del Norte. Sociedades como Ekkotrade Solutions. En Portugal el Banco Espirito Santo, la red incluyó conexiones con Panamá, Portugal, España, Suiza, islas Caimán, Malta, Chipre y Liecheinstein”.
En 2008 la compañía española Duro Felguera, empresa especializada en la ejecución de proyectos para los sectores energético, industrial y de Oil & Gas, asignó al ingeniero venezolano “pagos de consultoría” para conseguir un contrato con la Corporación Eléctrica Nacional que les permitiera construir la central de ciclo combinado Complejo Generador Termocentro en valles del Tuy, estado Miranda, que abastecería de energía a Caracas. Duro Felguera se adjudicó en el año 2009 una contratación de 1.500 millones de euros en Venezuela. Según las autoridades españolas, Duro Felguera pagó desde 2008 a 2013 un total de 105,6 millones de dólares a Nervis Villalobos, quien ha declarado que estos pagos se debían a su contratación como consultor.
El contrato firmado entre Elecnor y Electricidad de Caracas para la construcción de la planta de Ciclo Combinado Planta Termoeléctrica Juan Manuel Valdez en Güiria, estado Sucre. El acuerdo para levantar la planta Juan Manuel Valdez de 1.420 millones de euros y capacidad para producir 350 megavatios, el exministro Villalobos repartió la comisión de los 11,5 millones de euros cobrados en Andorra con dos jerarcas chavistas: Javier Alvarado (Ex-viceministro ed Energía y minas), que percibió 1,4 millones de euros. Y el secretario de la junta directiva de Electricidad de Caracas, el abogado Luis Carlos de León, que se llevó 6,3 millones. En 2013, Otto Reich, exembajador de Estados Unidos. en Venezuela, denunció que Nervis Villalobos había sido intermediario en sobornos “para que el grupo estadounidense Derwick se adjudicara en 2009 de 12 proyectos energéticos en Venezuela”
En 2013, el diario El Mundo publicó una lista de funcionarios del gobierno de Chávez o personajes cercanos al gobierno venezolano que habrían estado implicados, según fuentes policiales españolas, en blanqueo de capitales en el Banco de Madrid. El anterior ministro Nervis Gerardo Villalobos habría recibido millones de euros en pago por la empresa española Duro Felguera para el otorgamiento de un contrato.
26 de octubre de 2017 cuando Nervis Villalobos fue detenido por primera vez por la Funcionarios de la Unidad Central Operativa (UCO) de la Guardia Civil española, en mayo de 2019 la Policía Nacional registra al exviceministro como recurrió a un entramado empresarial internacional con tentáculos en España para lavar 53,4 millones de euros de la corrupción en Venezuela. Fue liberado el 14 de septiembre de 2018, en Madrid y nuevamente detenido miércoles 17 de octubre de 2018 ante nuevos indicios de haber blanqueado 7 millones de dólares transferidos al Banco de Madrid, las autoridades han ordenado el embargo preventivo de más de 130 inmuebles, entre los que destacan un hotel, dos edificios residenciales, una lujosa urbanización con más de 40 villas en Marbella (Málaga) y una decena de inmuebles localizados en el barrio de Salamanca. El valor de dichas propiedades suma un estimado de 72 millones de euros. Aunado a ello, se ordenó el bloqueo de más de 50 cuentas bancarias.
El 13 de septiembre de 2018 fue procesado por un juzgado en Andorra, por su presunta vinculación con el blanqueo de capitales en establecimiento bancario y pertenencia a una red que cobró entre 2007 y 2012 sobornos de empresas que fueron agraciadas después con millonarias adjudicaciones de la petrolera. Villalobos movió a través de una decena de depósitos en Andorra 124 millones de euros, según la Policía de este Principado.
Otros involucrados son los venezolanos el exabogado del Ministerio de Petróleo de Venezuela Carmelo Urdaneta, el empresario José Vicente Amparán quienes han sido investigados por un tribunal de Miami (Florida) junto al portugués Ramalho Gois el mago de las sociedades quien ha sido investigado en España y Portugal por blanqueo, pertenencia a organización criminal y delitos contra la Hacienda Pública.
En septiembre de 2021 el juez de la Audiencia Nacional de España, Ismael Moreno identificó y confisco una decena de inmuebles, entre hoteles, bloques de apartamentos y pisos, en distintas partes de Madrid, España a la red que presuntamente blanqueó dinero de Pdvsa y productos financieros valorados en 14 millones de euros en dos jerarcas de pdvsa  el director de Finanzas de Electricidad de Caracas, filial de Pdvsa, Luis Carlos de León Pérez  y el expresidente de Bariven y exdirector de Comercialización de la Corporación Eléctrica Nacional S.A  (Corpoelec), Javier Andrés Alvarado Ochoa, también fue incluida Julia Elba Van Den Brule, quien “actualmente (es) residente en España y que ocupó cargos como fundadora y administradora de una filial de Pdvsa en España y fue asesora ejecutiva en 2005, quienes habrían recibido pagos de la compañía española Duro Felguera El juicio que fue sobreseido provisional en septiembre de 2022 por falta de evidencias al exministro Nervis Villalobos, sin embargo en febrero de 2023 la magistrada continuó investigando en otra pieza, en la que no está imputado Villalobos, en supuestas «operaciones de disimulación y camuflaje, con la finalidad de defraudarla y obtener un beneficio ilícito» pero ordenó bloquear una cuenta bancaria en Luxemburgo con 40 millones de euros de la empresa «Mirabaud & CIE S.A.» a nombre de una sociedad (CVGN Enterprises Group Limited), en la que figura Villalobos como titular. El 8 de agosto de 2023 el exfuncionario venezolano Luis Carlos de León Pérez de La Electricidad de Caracas C.A. detenido en España en 2017 y deportado a EE. UU. en 2018, transfirió 18 millones de dólares desde su cuenta en el Credit Suisse abierta en 2011 (banco suizo) como parte de su acuerdo de culpabilidad con los fiscales en Houston, producto de una conspiración de soborno masivo en el sector energético de Venezuela, luego de buscar reducir su pena en Estados Unidos.

### Javier Alvarado, ex viceministro de Energía
Acusado por un tribunal de Houston Estados Unidos, de lavar dinero de la estatal PDVSA por corrupción producto de soborno al adjudicar cinco proyectos a la empresa Derwick Associates sin licitación para la construcción de plantas eléctricas en el año 2011 así como facturar compras con sobreprecio durante la emergencia eléctrica en Venezuela Es detenido en la ciudad de Madrid España en abril de 2019 por la investigación iniciada en el juzgado estadounidense, mientras se tramita su ex tradición se encuentra en libertad condicional, en Portugal las autoridades lo investigan por el presunto pago de sobornos, el 17 de diciembre de 2019 se denegó la extradición de Javier Alvarado Ochoa (viceministro entre 2007 y 2013) por tener la nacionalidad española En febrero de 2023 durante su presentación ante la juez María Tardón, Alvarado pidió citar a Nicolás Maduro, sea como testigo o como investigado, quien fue director miembro de la Junta Directiva de PDVSA durante, al menos, el año 2012. También ha llamado a testificar a César Rincón quien ocupó "cargos gerenciales" en PDVSA y en su central de compras, Bariven entre 2009 y 2015 Alvarado llegó a España en febrero de 2016. Es investigado por  el juez de la Audiencia Nacional de España, Ismael Moreno desde septiembre de 2021 relacionado con la trama de corrupción vinculada al grupo Duro Felguera. Duro Felguera, según Anticorrupción, UTE Termocentro firmó una serie de contratos con entidades y personas venezolanas con el objeto de «encubrir el pago de comisiones o sobornos a funcionarios públicos venezolanos», para que se favorecieran sus intereses. el presidente Juan Carlos Torres Inclán de Duro Felguera y el entonces consejero delegado, Ángel Antonio del Valle, fueron acusados por la fiscalía, entregaron un total de 105,6 millones de dólares, al ex viceministro Nervis Villalobos, a través de sociedades en tres partes para ciertos privilegios en la adjudicación de la construcción de la central termoeléctrica Termocentro, un contrato de 1,500 millones de dólares. Con los sobornos Villalobos y Alvarado compraron casa en 2014 en Madrid.

### Bolichicos
Las cortes de Florida, en los Estados Unidos, están manejando el caso de Derwick Associates, que habría pagado, según los acusadores, unos 50 millones de dólares a Diosdado Cabello, entre otros funcionarios públicos, para el otorgamiento de contratos gubernamentales. Tanto Derwick como Cabello han rechazado las acusaciones.
La oposición ha denunciado esta empresa desde 2011, por sobreprecio en numerosas obras en el sistema eléctrico de Venezuela. Por su parte el exministro de Energía Eléctrica, Héctor Navarro, descubrió turbinas eléctricas oxidadas, vendidas por “Derwick”: “Le reporté de inmediato al presidente Chávez, pero ya el presidente estaba muy enfermo, su salud muy deteriorada", hizo estas declaraciones en una entrevista en 2019 La Empresa Derwick era propiedada de familiares de quien era vicepresidente de Pdvsa: Javier Alvarado; "una persona con quien conversé en una oportunidad, siendo yo ministro de electricidad todavía". Derwich era una empresa familiar con varios negocios aquí en Venezuela, y mediante los cuales llevaba a cabo contratos con el gobierno. Javier Alvarado se pagaba y se daba el vuelto. Los principales contratos a los “bolichicos” fueron entregados durante la gestión del fallecido Alí Rodríguez Araque en el Ministerio de Energía Eléctrica y de sus viceministros Javier Alvarado y Nervis Villalobos, actualmente procesados en España por lavado de dinero. Thor Halvorssen: “Bolichicos” estafaron con chatarra el sistema eléctrico. “El Estado venezolano pagó más de 2 mil millones de dólares a los bolichicos por chatarra termoeléctrica que vendieron con sobreprecio”, aseguró Thor Halvorssen Mendoza, presidente de la organización defensora de los derechos humanos Human Rights Foundation (HRF).
En 2016 José Aguilar, un ingeniero encargado de investigar Derwick para el diario The Wall Street Journal, dijo que los miles de documentos de la compañía que revisó sugieren que Derwick le cobró al gobierno venezolano entre $2,000 millones y $ 2,200 millones por los 11 proyectos en los años 2009 al 2011, trabajo que podría haberse hecho pagando solo entre $1,300 millones y $1,400 millones.“Hubo al menos $800 millones de sobrefacturación”, dijo Aguilar, Sin embargo la ONG Transparencia Venezuela manifestó que Derwick recibió 11 contratos de construcción por un valor de $2.9 mil millones.
Otras empresas involucradas en la sobrefacturación son Ovarb, KCT Cumaná y Pacific Rim. La Fiscalía de Estados Unidos. inicio en 2019 una investigación a Alejandro Betancourt por presunto lavado de dinero de 1.2 mil millones de dólares a través de la empresa Derwick Associates Corp

## Samark José López Bello, Héctor Adolfo Delgado León y el Grupo Sahect CA
Economista y empresario venezolano que tenía negocios con Sidor, Pdval y PDVSA gas, fue denunciado por la diputada Aura Montero del Estado Carabobo por encontrarse unas 70 toneladas de alimentos en descomposición en Tinaquillo, Estado Cojedes, en uno de sus depósitos entre 2009 y 2010 que tenía el mantenimiento a cargo de su empresa Sahect CA. El 13 de febrero de 2017 la OFAC señala a Samark López como el principal testaferro de Tarek El Aissami acusado de ser parte de la red de lavado de dinero.

## Odebrecht y Haiman El Troudi
Una investigación en curso relacionada con un intento de extorsión al empresario venezolano Domingo Amaro Rangel. En este caso, se han descubierto pruebas que señalan la posible implicación del exministro Haiman El Troudi señalado de recibir sobornos por parte de Odebrecht y el abogado venezolano Argenis Azuaje en esta trama de extorsión entre 2010 y 2015. En 2017, Suiza congeló más de 42 millones de dólares relacionados con la esposa y la suegra de El Troudi, María Eugenia Baptista Zacarías y Elita Del Valle Zacarías Díaz, y envió las pruebas a la Fiscalía venezolana.
El Troudi ha sido vinculado a casos de corrpción al encontrarse empresas offshore en los Pandora Papers, una filtración de paraísos fiscales en octubre del año 2021, El Troudi recibió más de 92 millones de dólares en sobornos de la constructora multinacional brasileña Odebrecht a través de un esquema de lavado de dinero creado por el Grupo Espírito Santo (GES), a través de  Cresswell Overseas, una sociedad offshore constituida en Panamá y administrada por el gestor portugués Paulo Murta, colaborador clave del banquero Ricardo Salgado

## Sistema Único de Compensación Regional de Pagos (Sucre)
En julio de 2019 el diputado William Barrientos del Estado Zulia denunció en la Asamblea Nacional hechos de lavado de dinero a través del sistema Sucre, desde  varias empresas ecuatorianas fueron mencionadas en operaciones para convertir dinero ilícito en Bolívares. La mayoría de estas empresas fueron constituidas en el 2010 y disueltas entre 2013 y 2014, periodo durante el cual se facturó transacciones comerciales por el valor cerca a 2,009 millones sin licitación, entre las empresas fueron mencionadas: Multiregui S.A. Salibam S.A.  Ibicampus S.A. Biofresh S.A. Escatell C.A. PROSPERMUNDO.
Cuatro son las empresas ecuatorianas y otras venezolanas relacionadas que usaron el sistema creado en 2009 para desfalcar el erario público venezolano, la primera es Fondo Global de Construcción de Ecuador (Foglocons) propiedad de Álvaro Pulido (socio de Alex Saab) y Luis Eduardo Sánchez (abogado venezolano y hermano de un asesor de Rafael Correa para la exportación de casas prefabricadas. La empresa Pifogardens cuyo socio ecuatoriano Byron Ramiro Padilla fue sentenciado a 9 años de cárcel por lavado de activos, exportando carbonato de calcio con sobreprecio, entre febrero y julio de 2012 facturando 24.47 millones de dólares precio FOB, el banco de Venezuela envió el pago de la mercadería a Ecuador y en menos de 48 horas el dinero fue reenviado a cuentas en paraísos fiscales. otra empresa es Negosupersa S.A. proveedora de paneles modulares, exportó Sulfito de sodio producto químico que no produce Ecuador, el dinero recibido fue vinculado a cuentas de directivos del equipo de fútbol del club deportivo Barcelona, hasta el momento no ha habido cargos. La última es Multiproductos ecuatorianos Prodecve S.A. que recibió un contrato de compra-venta por US $48,46 millones para el suministro de cables a la empresa pública venezolana Red de Abasto Bicentenaria quienes aceptaron los sobreprecios.

## Desfalco de Bera moto Kuri Sam C.A
El 20 de julio de 2016 la  Asamblea Nacional el diputado Ismael García pidió que se inicie una investigación a la empresa Bera moto Kuri Sam C.A, ubicada en La Victoria, estado Aragua, propiedad de Elías Beiruti, (su esposa María Gabriela Ragusa de Beiruti) y relacionados con sus hermanos: Andrés, Jesús, Juan, José, David y Carlos Ragusa, por un desfalco con el uso de dólares preferenciales desde el 2004 hasta el 2012 por la cantidad de US 200 millones de dólares. Denuncia de Karin Salanova, diputada a la Asamblea Nacional por el Circuito 3 del estado Aragua presentando una serie de documentos. En la serie de solicitudes de importaciones de diferentes tipos de motos, se dejó de traer unas 650,000 motos al país valorados en unos 300 dólares cada moto y se presume que fueron a dar a otro país para ser vendidos, lo normal es devolver los dólares preferenciales otorgados al estado cuando no se realiza tal importación. Para el año 2023 aun no se ha investigado a este clan de hermanos.

## Juicio estadounidense a Hugo Carvajal por narcotráfico
El Departamento del Tesoro de los Estados Unidos acusó al general Hugo Carvajal de ayudar a las FARC en el tráfico de cocaína. Según un juicio realizado en los Estados Unidos, Carvajal habría coordinado un cargamento de 5600 kilos de cocaína enviado de Venezuela a México en 2006. El gobierno venezolano ha rechazado dichas acusaciones.

## Odebrecht
En diciembre de 2017 la publicista brasileña Mônica Moura fue detenida por la justicia brasileña y declaró que la campaña presidencial de Chávez de las elecciones de 2012 costó 35 millones de dólares y fue financiada ilegalmente por Odebrecht.

## Mercal y Cadivi
El coronel Manuel Barroso era presidente de la extinta Comisión de Administración de Divisas, Cadivi, cuando esa institución aprobó en 2012 más de 23,5 millones de dólares a 2 empresas importadoras: Alimentos Venenceres y Fármacos Venenceres, constituidas en junio y diciembre de 2010, propiedad de un oficial retirado que se graduó con Barroso en la Academia Militar: el teniente coronel Carlos Arias Delgado que obtuvo divisas preferenciales, logró 16 contratos para proveer atún ecuatoriano a la red gubernamental Mercados de Alimentos, Mercal, presidida por el entonces coronel Félix Osorio, quien egresó en la misma promoción que los otros 2 militares.  Un cuarto oficial retirado se asoció con Arias Delgado en la segunda de las firmas antes de finalizar ese año de aprobaciones millonarias de dólares: fue el teniente coronel Eduardo Escalante Pérez. Todos se graduaron en la misma promoción y están relacionados por una trama de negocios que se tejió durante 2012. Una información consta en su expediente: Fármacos Venenceres no reportó ni una sola venta desde su creación ni tampoco a lo largo del año cuando le asignaron 5,9 millones de dólares. Ambas empresas de maletín que funcionaban en una dirección de una tercera empresa: Omega Capital. A la empresa Alimentos Venenceres le aprobaron en 2011 poco más de 213.000 dólares, pero al año siguiente las asignaciones aumentaron en más de 8.000%  hasta alcanzar el pico de 17,6 millones de dólares. La base de datos oficial muestra la información del salto que más tarde dio la importadora cuando obtuvo los contratos de venta de atún marca Gustamar -en presentación de 170 gramos- para Mercal, de los productos pesqueros de otra empresa privada: Asiservy, la cual tiene sede en Manta, Ecuador, haciendo uso del sistema monetario del Sucre.